# Final de la Eurocopa 2000

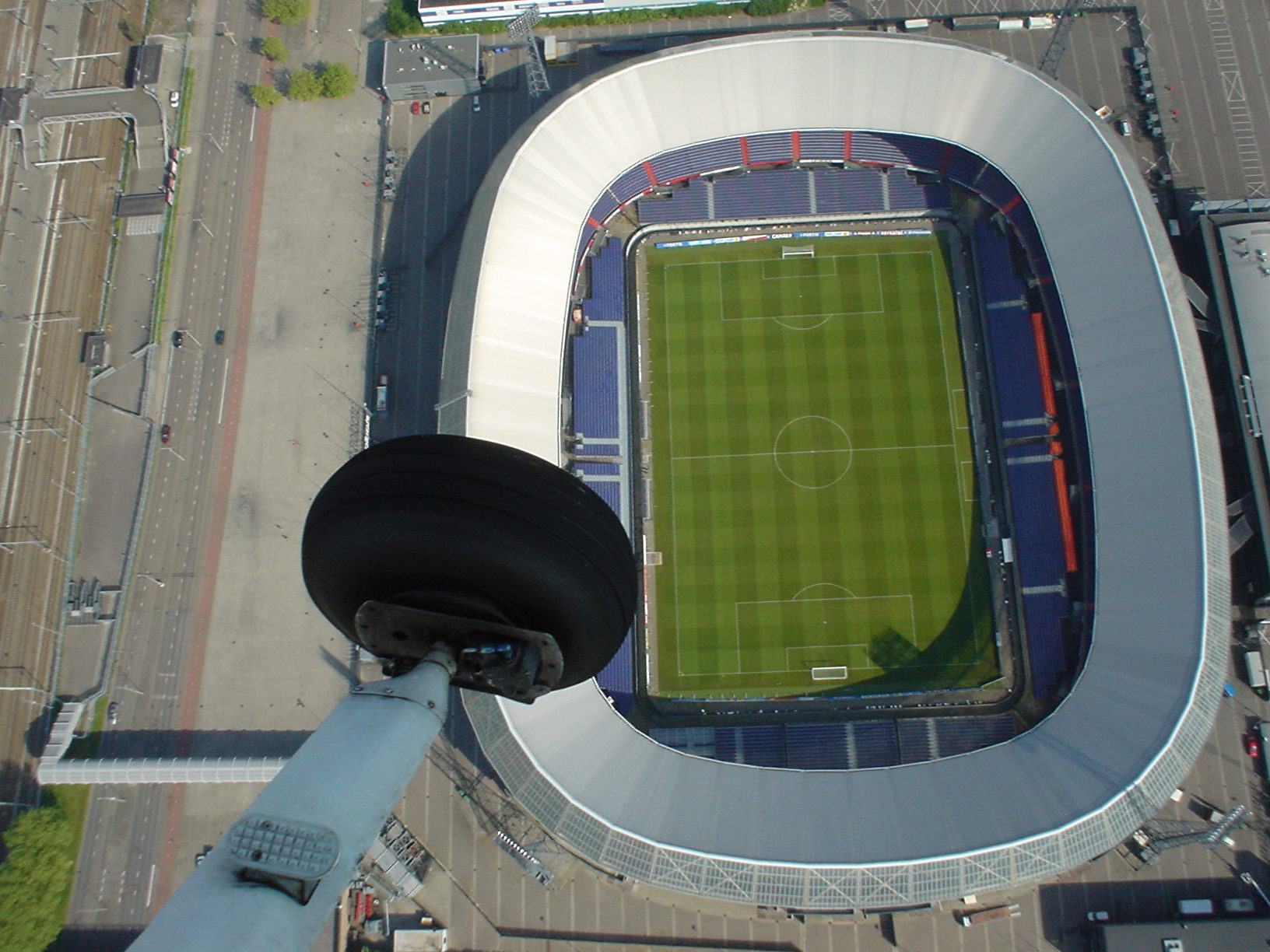
Stadion Feijenoord, conocido como De Kuip

La final de la Eurocopa 2000 fue disputada el 2 de julio de 2000, en el Stadion Feijenoord de Róterdam, Países Bajos. Los dos ganadores de los partidos de semifinales, Francia e Italia, se enfrentaron en un único partido de 103 minutos. Previamente, se realizó la ceremonia de clausura del evento. En la primera parte, los dos equipos estuvieron muy igualados. En la segunda mitad, Italia se adelantó por el gol que Marco Delvecchio anotó a los 10 minutos. Al ver este gol, los franceses reaccionaron. En el minuto 90' + 4, Sylvain Wiltord hizo caer la meta italiana y llevó la definición al alargue, donde entraba en vigencia el gol de oro. Solo hubo primera parte de prórroga, porque David Trézéguet marcó el gol de oro para Francia en el minuto 103. La invicta selección de Francia se coronó así por segunda vez como campeona de la Eurocopa, tras la conquistada en 1984. Rompió una sequía de 16 años sin ganarla.

## Camino a la final
| Equipo  | Pts | PJ | PG | PE | PP | GF | GC | Dif |
| ------- | --- | -- | -- | -- | -- | -- | -- | --- |
| Italia  | 9   | 3  | 3  | 0  | 0  | 6  | 2  | 4   |
| Turquía | 4   | 3  | 1  | 1  | 1  | 3  | 2  | 1   |
| Bélgica | 3   | 3  | 1  | 0  | 2  | 2  | 5  | 3   |
| Suecia  | 1   | 3  | 0  | 1  | 2  | 2  | 4  | 2   |

| Equipo          | Pts | PJ | PG | PE | PP | GF | GC | Dif |
| --------------- | --- | -- | -- | -- | -- | -- | -- | --- |
| Países Bajos    | 9   | 3  | 3  | 0  | 0  | 7  | 2  | 5   |
| Francia         | 6   | 3  | 2  | 0  | 1  | 7  | 4  | 3   |
| República Checa | 3   | 3  | 1  | 0  | 2  | 3  | 3  | 0   |
| Dinamarca       | 0   | 3  | 0  | 0  | 3  | 0  | 8  | 8   |

## Final
| 16         | POR        | Fabien Barthez     |     |
| 15         | DEF        | Lilian Thuram      |     |
| 8          | DEF        | Marcel Desailly    |     |
| 5          | DEF        | Laurent Blanc      |     |
| 3          | DEF        | Bixente Lizarazu   | 86' |
| 4          | MED        | Patrick Vieira     |     |
| 7          | MED        | Didier Deschamps   |     |
| 6          | MED        | Youri Djorkaeff    | 76' |
| 10         | MED        | Zinedine Zidane    |     |
| 12         | DEL        | Thierry Henry      |     |
| 21         | DEL        | Christophe Dugarry | 58' |
| Entrenador | Entrenador | Roger Lemerre      |     |

| 12         | POR        | Francesco Toldo    |     |
| 5          | DEF        | Fabio Cannavaro    |     |
| 13         | DEF        | Alessandro Nesta   |     |
| 15         | DEF        | Mark Iuliano       |     |
| 11         | DEF        | Gianluca Pessotto  |     |
| 3          | DEF        | Paolo Maldini      |     |
| 4          | MED        | Demetrio Albertini |     |
| 14         | MED        | Luigi Di Biagio    | 66' |
| 18         | MED        | Stefano Fiore      | 53' |
| 20         | DEL        | Francesco Totti    |     |
| 21         | DEL        | Marco Delvecchio   | 86' |
| Entrenador | Entrenador | Dino Zoff          |     |

| 13 | DEL | Sylvain Wiltord | 58' |
| 20 | DEL | David Trezeguet | 76' |
| 11 | MED | Robert Pirès    | 86' |

| 10 | DEL | Alessandro Del Piero | 53' |
| 16 | MED | Massimo Ambrosini    | 66' |
| 19 | DEL | Vincenzo Montella    | 86' |

| Anotado            | 90'+4 | Sylvain Wiltord | 1-1 |
| Gol de oro anotado | 103'  | David Trezeguet | 2-1 |

| Anotado | 55' | Marco Delvecchio | 0-1 |

| Amonestado | 58' | Lilian Thuram |

| Amonestado | 31' | Luigi Di Biagio |
| Amonestado | 42' | Fabio Cannavaro |
| Amonestado | 90' | Francesco Totti |

| Árbitro             | Anders Frisk             |
| Árbitros asistentes | Jens Larsen              |
| Árbitros asistentes | Leif Lindberg            |
| Cuarto árbitro      | José María García-Aranda |
| Reporte             |                          |

| 16         | POR        | Fabien Barthez     |     |
| 15         | DEF        | Lilian Thuram      |     |
| 8          | DEF        | Marcel Desailly    |     |
| 5          | DEF        | Laurent Blanc      |     |
| 3          | DEF        | Bixente Lizarazu   | 86' |
| 4          | MED        | Patrick Vieira     |     |
| 7          | MED        | Didier Deschamps   |     |
| 6          | MED        | Youri Djorkaeff    | 76' |
| 10         | MED        | Zinedine Zidane    |     |
| 12         | DEL        | Thierry Henry      |     |
| 21         | DEL        | Christophe Dugarry | 58' |
| Entrenador | Entrenador | Roger Lemerre      |     |

| 12         | POR        | Francesco Toldo    |     |
| 5          | DEF        | Fabio Cannavaro    |     |
| 13         | DEF        | Alessandro Nesta   |     |
| 15         | DEF        | Mark Iuliano       |     |
| 11         | DEF        | Gianluca Pessotto  |     |
| 3          | DEF        | Paolo Maldini      |     |
| 4          | MED        | Demetrio Albertini |     |
| 14         | MED        | Luigi Di Biagio    | 66' |
| 18         | MED        | Stefano Fiore      | 53' |
| 20         | DEL        | Francesco Totti    |     |
| 21         | DEL        | Marco Delvecchio   | 86' |
| Entrenador | Entrenador | Dino Zoff          |     |

| 13 | DEL | Sylvain Wiltord | 58' |
| 20 | DEL | David Trezeguet | 76' |
| 11 | MED | Robert Pirès    | 86' |

| 10 | DEL | Alessandro Del Piero | 53' |
| 16 | MED | Massimo Ambrosini    | 66' |
| 19 | DEL | Vincenzo Montella    | 86' |

| Anotado            | 90'+4 | Sylvain Wiltord | 1-1 |
| Gol de oro anotado | 103'  | David Trezeguet | 2-1 |

| Anotado | 55' | Marco Delvecchio | 0-1 |

| Amonestado | 58' | Lilian Thuram |

| Amonestado | 31' | Luigi Di Biagio |
| Amonestado | 42' | Fabio Cannavaro |
| Amonestado | 90' | Francesco Totti |

| Árbitro             | Anders Frisk             |
| Árbitros asistentes | Jens Larsen              |
| Árbitros asistentes | Leif Lindberg            |
| Cuarto árbitro      | José María García-Aranda |
| Reporte             |                          |